# Egyházgelle

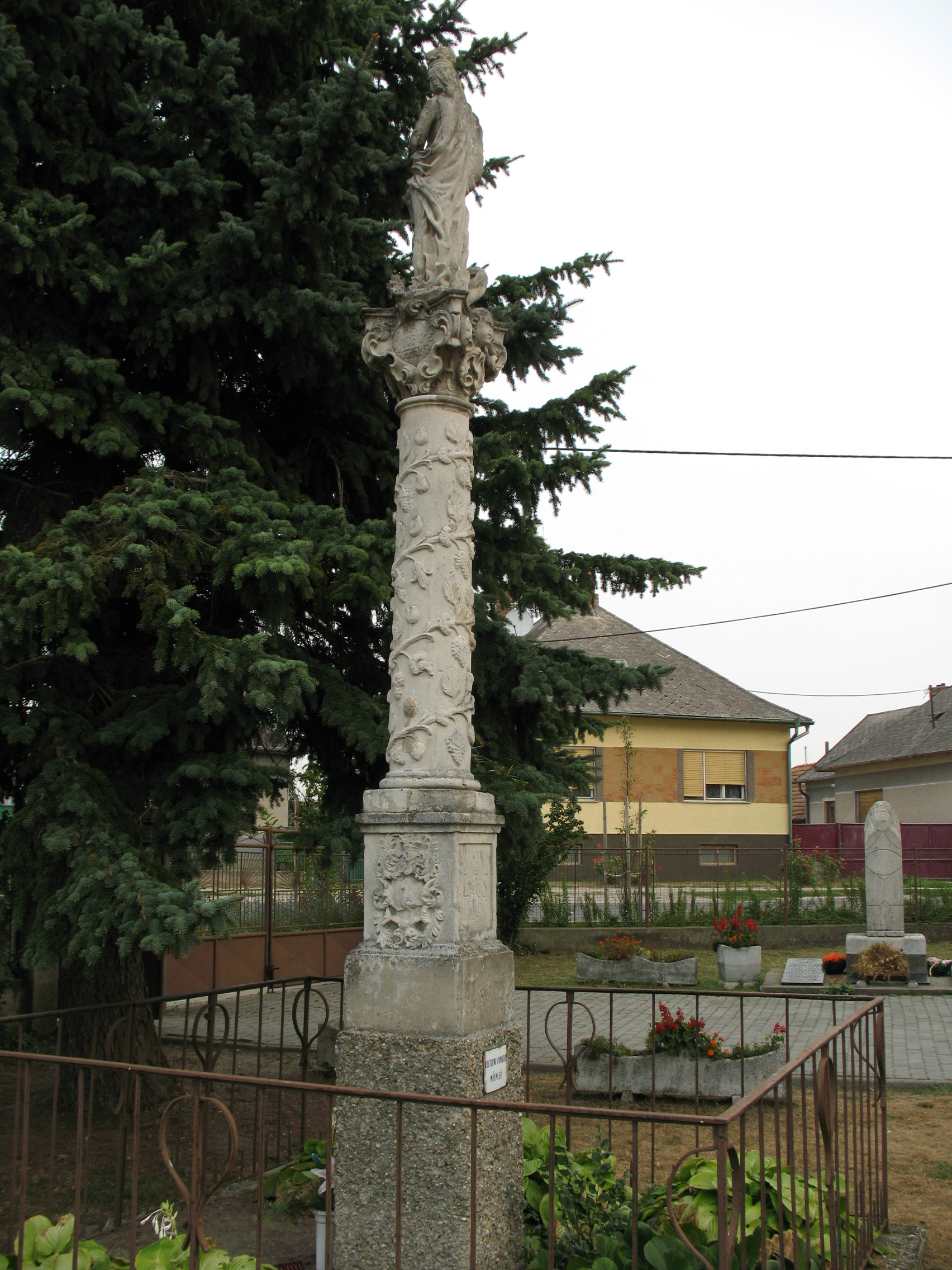
Mária oszlop

Egyházgelle (szlovákul Kostolná Gala) Gelle központi településrésze, 1940-ig önálló falu Szlovákiában, a Nagyszombati kerületben, a Dunaszerdahelyi járásban.

## Fekvése
Dunaszerdahelytől 10 km-re nyugatra fekszik.

## Története
1245-ben Gala néven említik először. Római katolikus temploma román stílusban épült, először 1253-ban említi oklevél. 1328-tól szabadalmazott falu, 1466-ban városi rangot kapott, de kiváltságait a 18. században elvesztette, és újra jobbágyfalu lett. 1562-ben a falu lakói reformátusok lettek. Katolikus egyházát 1634-ben alapították újra. A 19. században a gróf Pálffy család birtoka. 1840-ben 196 lakosa volt.
Vályi András szerint "Egyház Gelle. Magyar Mező Város Posony Vármegyében, földes Ura G. Pálfy Uraság, és a’ Plebánus, lakosai katolikusok, fekszik a’ Csalóközben, Szerderhelytől egy mértföldnyire, Behetfához, és Posfához közel, határia két nyomásbéli, tiszta búzát, és rozsot terem, réttye nints, piatza Somorján van."
Fényes Elek szerint "Gelle (Egyház), magyar falu, Pozsony vmegyében, a Somorjából, Szerdahelyre vivő országutban, ut. p. Somorjától 5 fertálynyira. Magos két tornyú temploma igen régi épület. Számlál 170 kath., 1 evang., 16 zsidó lak. Földje termékeny; legelője elég; rétje, fája, felette kevés. F. u. a gr. Pálffy család senioratusa, de a helybéli plébános is szép részt bir benne."
A trianoni békeszerződésig Pozsony vármegye Dunaszerdahelyi járásához tartozott.
Egyházgelle – Sedes Gelle (Gellei Szék)
Egyházgellét ősrégi településként jegyzik a fennmaradt okmányok. Nevével először egy 1245-ből származó oklevélben találkozhatunk Gala alakban. Ezek a megnevezések, mint minden más község esetében, az évek során változtak, 1253-ban Galla, 1308-ban Gelle, 1320-ban Gelye. 1927-ben Kostolná Gala (szlovák megnevezés), 1945-ben Gala, 1948-ban Holice.
Az 1253-as oklevél szerint a község ebben az időben a pozsonyi vár tartozéka. 1328-tól szabadalmazott falu, az itteni udvarnokok jobbágyai minden adótól és szolgálattól mentesültek, így alakult ki a Sedes Gelle, vagyis a Gellei Szék nevű földesúri bírói és közigazgatási egység, úriszékkel, melynek I. Mátyás 1466-ban újabb szabadalmat adott. A községet sok kis település vette körül, melyeket mára már magába olvasztott. Egyházas előneve arra utal, hogy régi templomos helynek számít, hiszen Szent Péter és Pál apostoloknak szentelt római katolikus temploma a Csallóköz egyik legrégibb és legértékesebb műemléke.
1524-ben II. Lajos király szaporítja tovább a lakosok kiváltságait az adók csökkentésével. Ezek a kiváltságok azonban a XVIII. században megszűnnek, így Egyházgelle a többi jobbágyfalu szintjére esik vissza. Az 1553-as portális összeírásban királyi birtokként jegyzik, 4 portával, plébánosa 5 porta után fizet adót. 1599-től a Pálffy seniorátusé. 1828-ban, a nagy Lajos-féle portális összeírásban már 37 házzal és 266 lakossal van lejegyezve. Különböző írások maradtak fenn a községről, Fényes Elek 1851-ben például így jellemzi Egyházasgellét:
„Magyar falu Pozsony vármegyében, a Somorjából Szerdahelyre vivő országútban. Utolsó postája az öt fertálynyira lévő Somorján. Magos, kéttornyú temploma igen régi épület. Számlál 170 katolikus, 1 evangélikus, 16 zsidó lakost. Földje termékeny, legelője elég, rétje, fája felette kevés. Földesura a gróf Pálffy család senioratusa, de a helybeli plébános is szép részt bír benne.”
Egyházgelle kellős közepén fekszik az ősi, kéttornyú, Szent Péter és Pál apostoloknak szentelt római katolikus temploma, melyet először egy 1253-ban kelt oklevél említ. Az eredetileg román stílusban épült templomot az évszázadok során többször felújították, 1633-ban reneszánsz stílusban, legutoljára 1992-ben renoválták. A templom eredetileg egy kőfallal volt körülvéve, ennek azonban mára már nyoma sincs. Anyakönyvei 1688-tól vannak vezetve.
A Szent Péter és Pál-templom
Hogy valóban régi templomos hely Gelle, arra előneve, az „Egyház” is utal, mint már az előzőekben említettük. Ennek a templomnak a létét először egy 1253-ból származó oklevél említi. Eszerint a plébánia nemcsak a falu életében, hanem közvetlen környezetében is jelentős szerepet játszott. Draskovics György 1634-ben a következőket jegyezte le: „Azokban az időkben húsz jobbágyfalu járt a templomba.” A plébánia történetében sok plébánosról van tudomásunk, a legismertebb azonban Huszár István, aki megírta a plébánia történetét, ő 1877-től volt plébános a községben.
A település jogállása is nagyon bonyolult és érdekes is volt ebben az időben, gondoljunk csak a Sedes Gelle megnevezésre. A gellei Széknek saját, két évre választott főbírája volt, valamint a Székhez tartozó falvakból kiválasztott esküdtjei. A Szék főbíráját április 24-én, vagyis Szent György-ünnepén választották az egyházgellei plébániatemplom melletti székházukban (ez már nem áll), s az esküt a templomban, az oltár előtt tette le. Az eskü szövegét a plébános mondta előtte, majd ő mondta utána. Az eskü szövege mai helyesírás szerint a következő:
„Én, gellei és a többi hozzá tartozó helyeknek bírája esküszöm az élő Istenre, Boldogasszonyra és az Istennek minden szentjeire, hogy minden énelőttem leendő ügyeknek és pörlekedőknek igaz törvényt és törvény folyása szerint való igaz processzust és rendet tartok az én lelkiismeretem szerint, amit tudniillik Isten ő szent fölsége tudnom és értenem engedi. És senkinek sem kedveskedéséért, sem félelemért, sem atyafiúságért, sem barátságért, se adományért, sem gyűlölségért egyebet nem ítélek, hanem amit igaznak és törvény szerint valónak ismerek lenni, és minden személyválogatás nélkül csak azon igyekezem, ami Isten és törvény szerint való leszen. Isten és a teljes Szentháromság, Boldogasszony és istennek minden szentje engemet úgy segéljen.”
Maga a templom építésének ideje ismeretlen, okleveles említés híján nem tudunk pontos időt mondani, hacsak nem a stílusjegyek alapján következtetünk a korára. A jelenlegi késő román kori Szent Péter és Szent Pál-templomot a 13. század első felében építették, tehát több mint 750 éves. Már a 14. század utolsó harmadában gótikus stílusban alakították át, a 17. században pedig reneszánsz stílusban alakítottak rajta. A templom kéttornyos nyugati főhomlokzata a középkori építészet minden jellegzetes elemét magán viseli, mind a román, mind a gótikus stílusét. A tornyok négyszög alapúak, a múlt században még nyolcoldalú, ma már gúla alakú kősisakokban végződnek. Egy kései átalakításkor eltűnt viszont a homlokzat egy igen fontos román kori eleme, az ívsoros párkány, amely Ipolyi Arnold múlt században készített rajzán még jól megfigyelhető volt. A templom hajójának oldalfalai, valamint a szentély falai a templomépítés korából, vagyis az 1200-as évekből valók.

Három bizonyíték utal a falak román kori eredetére: a szentély fogazatos díszítése a vállvonal szintjén; a félkörívet jelző román kori déli oldalbejárat maradványa, melyre a támpillért később építették rá; a szentély északi oldalán található külső freskó.

A templom egyik érdekessége, valamint legszebb építészeti eleme a szentségház, vagyis a pasztofórium, melyhez hasonló nagyon kevés található a Kárpát-medencében. A szentségház tulajdonképpen egy gótikus stílusú tornyot utánoz és homokkőből faragták. Alul egy gyámkőre támaszkodik, amely mellképben egy koronázott király alakját mutatja. Ezen áll a ráccsal ellátott szentségház, szögletein féloszlopokkal.
A szentély újonnan fölfedezett értékei közé tartoznak a freskók, melyeket az utóbbi tíz évben bontottak ki.
Egyházgellébe olvadt települések
Beketfa
Először 1423-ban említik az oklevelek. Itt mint régi királyi birtok szerepel. 1786-tól Beketfa néven jegyzik. A település a beketfalvi Mórocz család ősi fészke volt, nekik megerősített várkastélyuk is volt a településen. Az 1553. évi portális összeírásban királyi birtokként van lejegyezve négy portával. 1828-ban viszont már 79 lelket számláló községként tartják nyilván. A községnek nincsen temploma, Egyházgellébe jár, postahivatala Egyházgellén van, távírója és vasúti állomása pedig Patonyban. A Móroczok kastélyépülete még a XVIII. század első felében állt, mára már csak egy leromlott állapotban lévő raktár és egy gazdasági épület jelzi az egykori jobb időket. A község határában található a Regence nevű dűlő, ez egy rég elpusztult község nevét őrzi.
Kisbudafa
A gelleszéli községek egyike, 1848-ban Budafalváról Budafára módosították a nevét és 1960-ban közigazgatásilag Egyházgelléhez csatolták. Régi nemesi község, mindenekelőtt a helybeli nemesi családok – Tóth, Puha, Molnár, Kalmár – lakták. 1851-ben 126 katolikus, 3 zsidó lakossal, szép legelőivel és meglehetősen szép számú szarvasmarha-állománnyal szerepel a leírásokban.
Nagybudafa
A XIII. Század elején pozsonyi várbirtok, majd 1290-ben lakói nemesi kiváltságokat és földbirtokokat nyertek. Az újabb korban a Vermes családnak volt itt birtoka. Az akkori leírások szerint szántóföldje termékeny, legelője elég, de bizony rétben és hűst adó fában szükséget szenved. Később Budafához csatlakozik és közigazgatásilag Egyházgelle része lesz. Jelenleg megkülönböztetünk Kis- és Nagybudafát, a régi lakosok Budának, vagy még Budafalvának emlegetik.
Csentőfa
Egyike azon településrészeknek, melyek megszűntek. Az írások szerint Pozsony vármegye legkisebb községe volt, kilenc házzal és 62 római katolikus lakossal, temploma Egyházgellében volt, távírója és vasúti állomása Patonyban. 1930-ban 53 lakos élt a községben.
Cséfa
Tulajdonképpen Cséfa községbe olvadt be Csentőfa lakossága, egészen pontosan 1940-ben. 1960-ban pedig Cséfát csatolták közigazgatásilag Egyházgelléhez. Meglehetősen érdekes a község fekvése, hiszen gyakorlatilag egy főút választja el Egyházgellétől, s kataszterileg is meglehetősen közelebb helyezkedik el Patonyokhoz Ez a község a Cséfalvay-család ősi fészke volt egykoron, ezért ez a név még ma is meglehetősen gyakori a településen. Érdekessége, hogy a község lakosai egy ízben életre hívták a Cséfalvayak találkozóját, ami nagy sikert aratott, hiszen szerte a világból ide, a csallóközi kisközségbe jöttek a Cséfalvayak, hogy rokoni szálakat bogozzanak.
Ógelle
Története, sorsa mindenkor szorosan kötődött Egyházgelléhez. Lakosai római katolikus vallásúak voltak, körjegyzőségi székhelyként szerepelt, temploma és postája Egyházgellén volt, távírója, vasúti állomása Patonyban. Mára már ez a község is Egyházgelléhez tartozik közigazgatásilag.
Pósfa
A gelleszéli községek egyike. Az első írásos oklevélben, mely 1416-ból származik, mint pozsonyi várbirtok szerepel. Mára közigazgatásilag Egyházgelléhez tartozik.

## Népessége
1910-ben 235 lakosából 234 magyar, 1 pedig más nemzetiségű volt.
2011-ben 521 lakosa volt, ezzel Gelle legnépesebb településrésze (itt él az össznépesség 27 %-a).

## Nevezetességei
- Szent Péter és Pál apostolok tiszteletére szentelt római katolikus temploma a 13. században épült. A 14. század utolsó harmadában gótikus stílusban átépítették, a 17. században reneszánsz stílusban alakítottak rajta. Eredeti jellegéből sokat megőrzött. 1934-ben betörtek a templomba.[4]